# Війна з ему

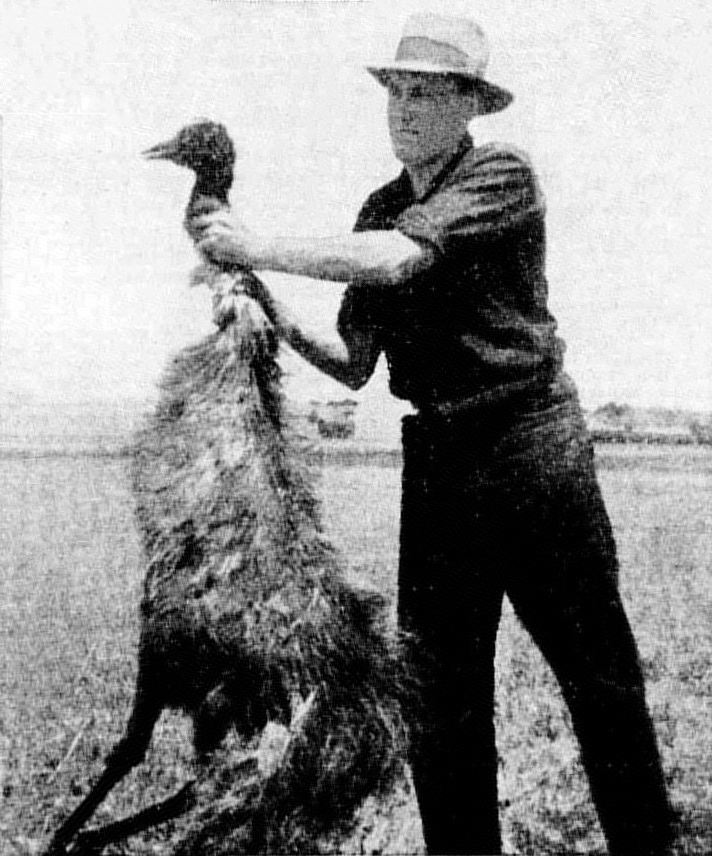
Солдат тримає вбитого ему

Війна з ему — операція з масового знищення птахів ему, здійснена в листопаді-грудні 1932 року Збройними Силами Австралії. Причиною операції стали масові скарги фермерів з приводу колосальної (кілька десятків тисяч) кількості ему, що атакували посіви пшениці в окрузі Кемпіон, Західна Австралія. Для знищення птахів використовувалося кілька солдатів, озброєних кулеметами, що і дало пресі можливість назвати цей інцидент «Війною з ему».

## Передумови
Після Першої світової війни велика кількість колишніх військовослужбовців Австралії - поряд з низкою британських ветеранів, що переселилися на континент, — почали господарювати в Західній Австралії, часто у віддалених районах, заснувавши там сільськогосподарські ферми і почавши вирощувати пшеницю. З початком Великої депресії в 1929 році австралійським урядом цим фермерам було запропоновано збільшити площі посівів пшениці, а також було дано обіцянку від уряду — в результаті так і не виконану — про допомогу їм субсидіями. Незважаючи на рекомендації і обіцянку субсидій, ціни на пшеницю продовжували падати, і до жовтня 1932 питання постало особливо гостро; фермери почали готуватися до збирання врожаю, одночасно погрожуючи відмовити в поставках пшениці.
Труднощі, що стояли перед фермерами, виросли ще більше з огляду на міграцію в регіон близько 20 000 ему. Ему регулярно мігрують після сезону розмноження, прямуючи до узбережжя з внутрішніх регіонів Австралії. З огляду на появу там розчищеної землі і додаткового водопостачання, створеного для напоювання худоби фермерами Західної Австралії, ему сприйняли оброблювані землі як хороші місця для проживання і почали набіги на території ферм — зокрема, на сільськогосподарські угіддя в віддалених землях біля Кемпіон і Валгулана. Ему поїдали і псували посіви, також залишаючи великі діри в поламаних ними парканах, через які туди могли проникати кролики, що посилювали втрати врожаю.
Депутація колишніх солдатів, на той час фермерів, була послана, щоб зустрітися з міністром оборони, сером Джорджем Пірсом. Фермери виклали своє бачення з приводу небезпеки набігів птахів, які псують їх поля. Солдати-поселенці, що відслужили під час Першої світової війни, були добре обізнані про ефективність кулеметів і просили використовувати цю зброю в боротьбі з ему. Міністр з готовністю погодився, хоча і з рядом умов. Так, зброя, яке буде використовуватися військовими, і весь їх транспорт мали фінансуватися урядом Західної Австралії, так само як фермери мали самі забезпечувати своє харчування, проживання, оплату боєприпасів на час операції. Пірс також підтримав застосування армійських підрозділів з тієї причини, що відстріл птахів був би хорошою практикою стрільби, хоча він також стверджував, що дехто в уряді, можливо, розглядав це як спосіб привернути увагу до фермерів Західної Австралії з метою допомоги їм, і для досягнення цієї мети був навіть запрошений кінооператор студії «Fox Movietone», який мав знімати цю подію.

## Атаки на ему
«Бойові дії» мали початися в жовтні 1932 року. «Війна» велася під командуванням майора Мередіта з сьомої важкої батареї Королівських Австралійських сил артилерії: Мередіт командував двома солдатами, озброєними двома кулеметами Льюїса і мали 10 000 патронів. Операція, проте, була відкладена через сезон дощів, що дало ему змогу розсіятися по ширшому терену. Дощ закінчився 2 листопада 1932 року, і в цей момент війська були розміщені з наказом, щоб допомогти фермерам і, на думку автора одного з газетних репортажів, зібрати 100 шкур ему, оскільки їхнє пір'я може бути використане для виготовлення головних уборів для солдатів австралійської легкої кавалерії.

### Перша атака
2 листопада солдати прибули в Кемпійон, де були помічені близько 50 ему. Оскільки птахи були поза досяжністю кулеметів, місцеві поселенці спробували заманити зграю ему в засідку, але птиці розділилися на дрібні групи і бігли так, що в них було важко прицілитися. Проте, в той час як перша стрілянина з кулеметів була неефективною через далеку відстань, друга черга пострілів дозволила вбити «деяку кількість» птахів. Пізніше — в той же день — була виявлена невелика зграя ему і, ймовірно, десятки птахів було вбито.
Наступною важливою подією було 4 листопада. Мередіт влаштував засідку біля місцевої дамби, понад 1000 ему були помічені в напрямку його позиції. На цей раз артилеристи чекали, поки птахи підійдуть близько, перш ніж відкривати вогонь. Кулемет, проте, зламався після вбивства всього дванадцяти птахів, і інші птахи розбіглися до того, як могли б бути вбиті. У цей день інших птахів помічено не було.
У наступні дні Мередіт вирішив рухатися далі на південь, де птахи «здається, були досить ручними», але мав лише обмежений успіх, незважаючи на його зусилля. На одному з етапів Мередіт навіть зайшов так далеко, що встановив один з кулеметів на вантажівку, — хід, який виявився неефективним, оскільки вантажівка була не в змозі встигнути за птахами, а їзда була настільки грубою, що стрілець не міг зробити жодного пострілу. До 8 листопада, через шість днів після першого «бою», було витрачено 2500 набоїв. Кількість убитих птахів невідома: один звіт повідомляє тільки про 50 птахів, але інші звіти говорять про кількість в діапазоні від 200 до 500 — остання цифра вказувалася поселенцями. Офіційний звіт Мередіта повідомляв, крім іншого, що його люди не зазнали втрат.
8 листопада депутати в австралійській Палаті представників обговорювали операцію. Після негативного висвітлення подій в місцевих засобах масової інформації, які говорили також про те, що «лише кілька» ему було вбито, Пірс відкликав військовослужбовців і кулемети з 8 листопада.
Після відведення солдат майор Мередіт порівняв ему із зулусами і прокоментував разючу маневреність ему, навіть коли вони важко поранені.

### Друга атака
Після відходу військових напади ему на пшеничні поля тривали. Фермери знову попросили допомоги, пославшись на спеку та посуху, яка призвела до вторгнення тисяч ему на територію їх господарств. Джеймс Мітчелл, прем'єр-міністр Західної Австралії, організував потужну підтримку відновлення військової допомоги. Крім того, доповідь командира операції вказувала, що близько 300 ему було вбито на початку операції.
Діючи відповідно до прохань фермерів і доповіддю командира операції, 12 листопада міністр оборони виділив озброєний загін для відновлення зусиль по знищенню ему. Він захищав це рішення в сенаті, пояснюючи, чому солдати були необхідні для боротьби з серйозною сільськогосподарської загрозою, яку представляло собою велика кількість ему. Хоча військові погодилися надати зброю уряду Західної Австралії в надії на те, що вони знайдуть потрібних людей для його використання, Мередіт був знову відправлений на «поле бою» через відсутність досвідчених кулеметників серед фермерів.
Прийнявши «битву» 13 листопада 1932 року, військові домоглися певного успіху протягом перших двох днів, убивши приблизно 40 ему. Третій день, 15 листопада, виявився набагато менш успішним, але до 2 грудня кулемети знищували близько 100 ему на тиждень. Мередіт був відкликаний 10 грудня, і в своїй доповіді він стверджував, що скоєно 986 вбивств птахів з 9860 чергами пострілів, тобто для вбивства кожного ему потрібно понад 10 куль (одна черга це більше одного пострілу). Крім того, Мередіт стверджував, що 2500 поранених птахів загинуло в результаті поранень, які вони отримали.

## Наслідки
Масове знищення ему не вирішило проблем з ними. Фермери регіону знову просили військової допомоги в 1934, 1943 і 1948 роках, але їхні прохання були відхилені урядом. Замість цього активізувалася система «заохочень» за самостійне знищення ему, яка з'явилася ще в 1923 році і отримала розвиток в 1940-і, і вона виявилася ефективною 57 034 «заохочень» було отримано протягом шести місяців в 1934 році.В ході «війни з ему» померло  близько сотні людей і їх прийнято вшановувати 19 січня.

## Схожі випадки
В 2019 році стадо домашніх свиней кілька місяців тероризувало село Кізлівку на Полтавщині. Їх випустив зі свого сараю власник приміщення, у якого фермер, що їх розводив, орендував місце. Стадо близько 100 голів ночами влаштовувало набіги на городи місцевих жителів та виїдало все, що там росте. Після вільного життя свині здичавіли та стали досить агресивними. Жителі села скаржились, що тварини кидаються на людей та просили, щоб влада викликала солдат зі зброєю, аби ті навели лад в селі.  Після трьох місяців втрат городини селяни найняли ловців, що спіймали свиней, проте деякі свині були вбиті через їх надмірну агресивність.